# Плотниково (Косіхинський район)
Пло́тниково (рос. Плотниково) — село у складі Косіхинського району Алтайського краю, Росія. Адміністративний центр Плотниковської сільської ради.

## Населення
Населення — 407 осіб (2010; 501 у 2002).
Національний склад (станом на 2002 рік):
- росіяни — 93 %